# 北正牧业园区
北正牧业园区是中华人民共和国吉林省松原市长岭县下辖的一个类似乡级单位。

## 行政区划
下辖以下地区：
三十三村、前二十七村和后二十七村。